# Beastly
Beastly is een film uit 2011, gebaseerd op het boek "Beastly" van Alex Flinn. Dat boek is weer gebaseerd op het sprookje Belle en het Beest. De twee hoofdrollen zijn gegeven aan Vanessa Hudgens en Alex Pettyfer. De film is opgenomen in de Canadese stad Montreal.

## Verhaal
Kyle Kingson (Alex Pettyfer) is een populaire, rijke, oppervlakkige en arrogante jongen. Op een feestje pest hij de excentrieke Kendra (Mary-Kate Olsen). Ze blijkt een heks te zijn en betovert hem, zodat hij kaal is en onder de tatoeages en littekens zit. Kendra geeft hem een jaar om iemand te vinden die "ik hou van je" tegen hem zegt; zo niet blijft hij voor altijd zo.
Na een tijdje bespioneert Kyle Lindy Taylor (Vanessa Hudgens), en als haar vader een drugsdealer doodschiet en zo Lindy in gevaar brengt haalt hij haar vader over om Lindy bij hem in huis te laten wonen. Kyle, die zich Hunter noemt om niet herkend te worden, zorgt voor Lindy; en hoewel Lindy eerst weg wil, begint ze zich er thuis te voelen. Kyle schrijft een lange brief naar Lindy waarin hij zijn liefde voor haar verklaart, maar die geeft hij niet af uit angst dat ze hem zal afwijzen.
Als Lindys vader door een overdosis in het ziekenhuis ligt, krijgt ze van Kyle toestemming om naar hem toe te gaan. Voor ze de trein instapt geeft Kyle de brief. Hij heeft er echter spijt van doordat ze daarna zegt dat hij een goede vriend is en is bang dat ze niet hetzelfde voelt. Daardoor neemt hij zijn telefoon niet op als ze belt. Uiteindelijk wil hij nog één laatste ontmoeting voordat zij op schoolreis naar Machu Picchu in Peru gaat. Hij legt uit waarom hij niet opnam en Lindy geeft toe dat ze ook van hem houdt. De betovering wordt verbroken en Kyle wordt weer zichzelf. Lindy komt terug en zoekt Hunter, die ze niet kan vinden, maar als Kyle’s mobiele telefoon afgaat als ze Hunter belt, realiseert ze zich dat Kyle Hunter is.

## Rolverdeling
| Acteur              | Personage             | Opmerkingen  |
| ------------------- | --------------------- | ------------ |
| Vanessa Hudgens     | Lindy Taylor          |              |
| Alex Pettyfer       | Kyle Kingson / Hunter |              |
| Mary-Kate Olsen     | Kendra Hilferty       | Heks         |
| Neil Patrick Harris | Will Fratalli         |              |
| Lisa Gay Hamilton   | Zola                  |              |
| Peter Krause        | Rob Kingson           | Kyles vader  |
| Dakota Johnson      | Sloan Hagen           |              |
| Erik Knudsen        | Trey Madison          |              |
| Roc LaFortune       |                       | Lindys vader |
| David Francis       | Dr. Davis             |              |
| Gio Perez           | Victor                |              |